# Una mattina
"Una mattina" is een nummer van de Italiaanse pianist Ludovico Einaudi. Het is het titelnummer en de eerste track van zijn gelijknamige album uit 2004.

## Achtergrond
"Una mattina" is gecomponeerd en geproduceerd door Ludovico Einaudi. Het nummer werd in 2003 gecomponeerd; Einaudi was geïnspireerd door het gedicht "Una mattina" van de Italiaanse dichter Eugenio Montale, dat gaat over een man die op een dag met nieuwe hoop en optimisme wakker wordt. Einaudi wilde de hoop en optimisme verwerken in zijn compositie. Kenmerkend voor het werk van Einaudi bevat het stuk veel herhaling.
"Una mattina" werd in 2011 onder het grote publiek bekend toen het gebruikt werd in de laatste scène van de film Intouchables. Het is een van de vijf nummers van Einaudi dat op de bijbehorende soundtrack staat. Naar aanleiding van het succes van de film stond de compositie in de week van 11 augustus 2012 eenmalig op plaats 97 in de Nederlandse Single Top 100. In 2023 stond het voor het eerst in de Top 2000 van de Nederlandse radiozender NPO Radio 2.

## NPO Radio 2 Top 2000
| Nummer met noteringen in de NPO Radio 2 Top 2000 | '23  | '24 |
| ------------------------------------------------ | ---- | --- |
| Una mattina                                      | 1228 | 841 |

1. ↑  Een vetgedrukt getal geeft de hoogste notering aan.
2. ↑  2023 was het eerste jaar met een notering voor dit nummer.